# Nelson Haedo Valdez
Nelson Antonio Haedo Valdez (San Joaquín, 28 de noviembre de 1983) es un exfutbolista paraguayo que jugaba como delantero y su último equipo fue Cerro Porteño de Paraguay. Fue internacional absoluto en la selección de fútbol de Paraguay.

## Trayectoria

### Inicios
Nació el 28 de noviembre de 1983 en San Joaquín, Caaguazú, en donde se crio como un chico humilde que desde muy joven soñaba con ser futbolista y jugar en la selección nacional de su país. Su apellido es fruto de la evolución ortográfica del apellido español Valdés, evolución dada al no existir distinción entre fonemas en Hispanoamérica.
Inició su carrera deportiva en el Club Atlético Tembetary de Paraguay, en cuyos comienzos se esforzaba mucho por dar lo mejor de sí, ya sea durante los entrenamientos como asimismo en cada partido. Según confesó el propio Nelson, debido a la precariedad con que se mantenía poco después de abandonar su hogar, llegó a pasar las noches durmiendo debajo de los tablones de madera del modesto estadio del club Tembetary.
'Todo lo que tenía lo metí en una bolsa de supermercado y partí". A los 17 años, Nelson viajó desde Paraguay a hacerse una prueba con el Werder Bremen. Apenas hablaba español, sus estudios habían sido truncados dos años antes y no conocía absolutamente nada de Europa o su cultura. Antes, a los 15, Haedo dejó su natal San Joaquín para perseguir su sueño futbolístico y jugar para el Atlético Tembetary, luego de que vio a su madre llorar por la eliminación de Paraguay a manos de Francia en el Mundial de 1998 y le prometió que marcaría un gol en una Copa del Mundo. Lo hizo ante España en cuartos de final de Sudáfrica 2010, pero su anotación no subió al marcador y al final tuvo que cargar con la eliminación. Aunque ese tanto no ha llegado, sí llegaron las anotaciones que clasificaron a Paraguay para las Copas de Alemania 2006 (0-1 sobre Venezuela) y Sudáfrica 2010 (1-0 ante Argentina). Pero tuvo que recorrer un larguísimo camino antes de convertirse en mundialista por la selección guaraní.
Como su familia no contaba con recursos para costear el pasaje todos los días para volver a casa, que estaba a más de 250 kilómetros de distancia, a Nelson se le permitía dormir debajo de los tablones de la tribuna del diminuto Estadio Ypané, casi a la intemperie, sólo cubierto por una cobija que había encontrado en el cuarto de mantenimiento. El futuro futbolista debía mitigar el frío antes de dormir con licor de caña: "era casi un alcohólico", relató alguna vez.
En esas condiciones tuvo que vivir durante dos años antes de que le llegara la oportunidad. Por eso cuando hubo que irse a Alemania no fue difícil recoger todas sus pertenencias y dejar todo atrás. Ya tenía 18 años cuando, en 2001, Klaus Allofs, quien trabajaba para el Deutsche Bank en Latinoamérica, le consiguió una prueba con el Werder Bremen: no le fue bien. Sin embargo, el presidente del club, Jurgen Born, le dio una segunda oportunidad luego de que la esposa del directivo, nacida en Paraguay, intercedió por él. Valdez ya no falló.
Se hizo un hueco en las inferiores del Bremen y subió al primer equipo de la mano del entrenador Thomas Schaaf. Ahí tuvo otra vez que luchar para llegar a ser titular, debido a la presencia del brasileño Aílton (ex Tigres) e Ivan Klasnic. Aun así lo logró y se convirtió en figura del equipo, pese a no ser un goleador nato.
Nelson Haedo es un hombre decidido: en 2009 persiguió a los hombres que habían intentado robar su Mercedes Benz; en ese mismo año se metió a su casa en llamas para tratar de salvar a su perro Arami, un golden retriever que no pudo escapar pese a los intentos del jugador por sacarlo.
Por eso, la nueva oportunidad para brillar en España no sorprende. Este verano llegó cedido al Hércules de Alicante, equipo con el que disputó una liga bastante buena . "Sé que no soy un goleador y que los entrenadores me quieren por mi humildad y sacrificio. Tengo garra, carácter, y estoy predispuesto al esfuerzo", dijo al referirse a sí mismo.
Esas mismas características lo describen en su vida fuera de las canchas. El jugador aporta 10 mil euros mensuales a su ciudad natal, donde una comunidad depende de él, y paga los regalos de 1.500 niños paraguayos en Navidad. Nelson se casó con Martynka Haedo Valdez y junto a ella ha impulsado su fundación, que cuenta con 4 hectáreas en San Joaquín, donde los niños son desparasitados, educados, bien alimentados y se les enseña a cultivar en la huerta, para integrarse a la vida productiva del país. "Hay muchos niños en las calles. Con este proyecto queremos incentivarlos. Logré todo lo que tengo con sacrificio, con fe y con confianza en Dios. Yo también nací pobre". Un hombre ejemplar que basado en trabajo y sacrificio cumplió su sueño, y ahora contribuye para que otros lo cumplan.

### Werder Bremen

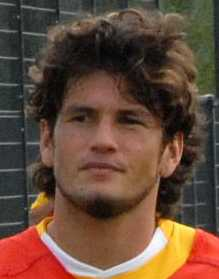
Nelson Haedo.

Poco antes de finalizar 2001, viajó a Alemania para tentar fortuna en el Werder Bremen. A mediados de 2003, el entrenador Thomas Schaaf lo ascendió al primer equipo. Al año siguiente, su selección obtuvo la medalla de plata en Atenas 2004 y él no pudo estar presente debido a que su club prefirió no cederlo.

### Borussia Dortmund
Posteriormente, Haedo jugaba cada vez menos en el Bremen, por lo que tomó la decisión de marcharse al Borussia Dortmund tras culminar la Copa Mundial de fútbol de 2006. De su estancia en Alemania ha dejado elocuente testimonio su entrevista del 19 de septiembre de 2012 en la cadena de televisión ZDF, en la que hizo gala de un dominio y fluidez del idioma alemán que muy pocos futbolistas extranjeros consiguen.

### Hércules CF y Rubin Kazan

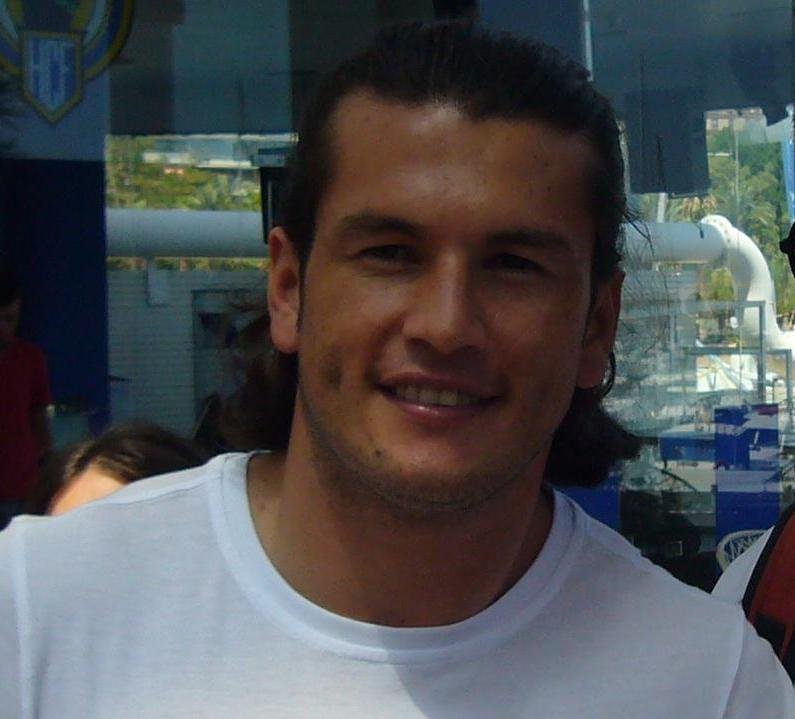

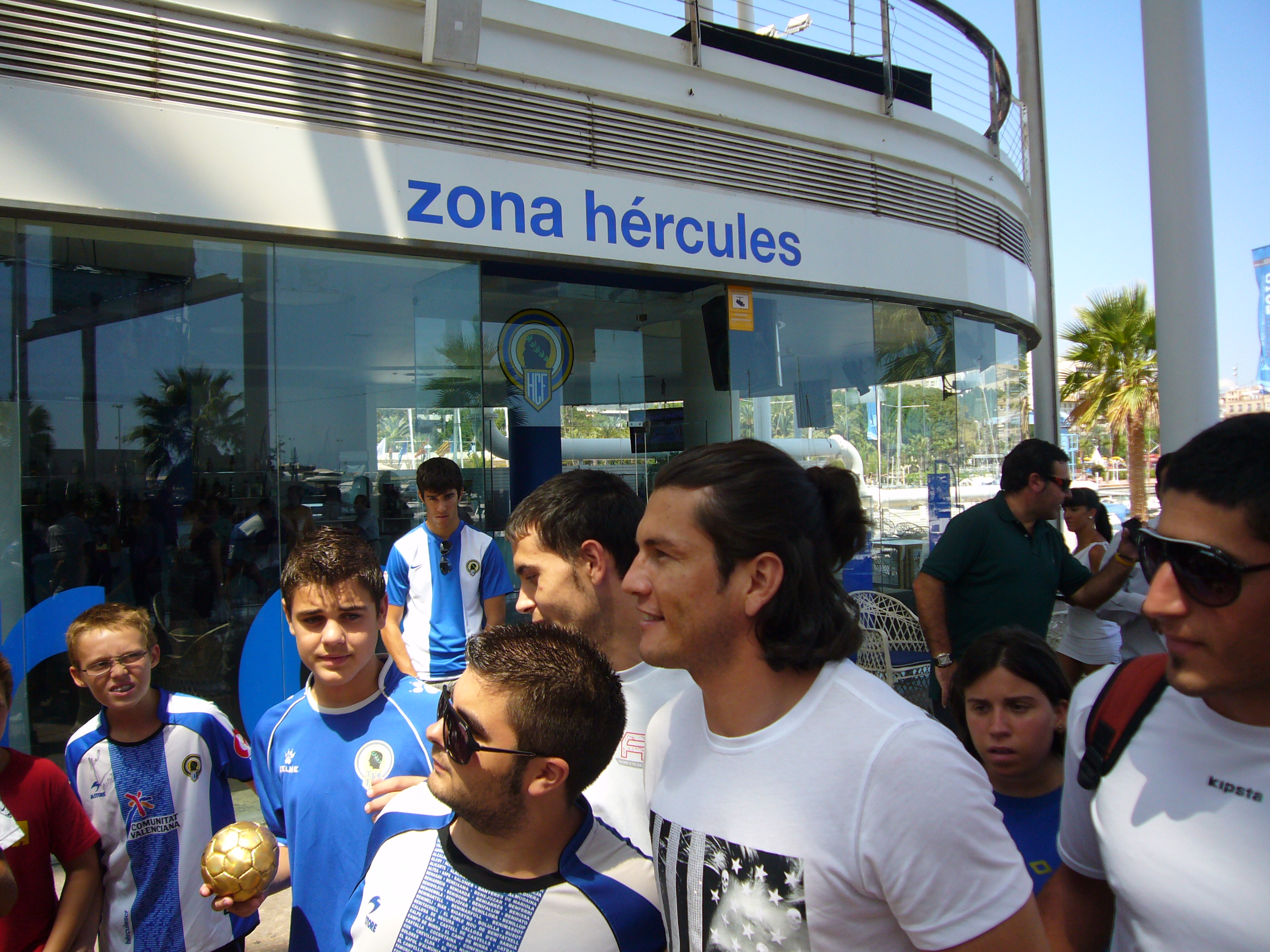
Haedo, en el día de su presentación en el Hércules CF.

Cuatro años después, el delantero paraguayo por motivos similares se embarcó en una nueva etapa de su carrera al ser transferido al Hércules CF de la Primera División de España. El fichaje proveniente del equipo alemán fue valorado en unos cuatro millones de euros, la operación más cara que ha efectuado el club alicantino por un jugador en toda su historia hasta ese momento.
Debutó en la Liga el 11 de septiembre de 2010, siendo autor de un doblete para la victoria de su equipo sobre el FC Barcelona en el estadio Camp Nou. El triunfo por 0-2 del Hércules fue calificado como histórico. Su buen rendimiento hizo que la prensa especulara con un posible traspaso al Real Madrid.
Valdez formó una gran dupla en el ataque de su equipo junto con David Trezeguet (entre ambos habrían marcado 19 goles), con quien pasó la Nochebuena de 2010. Además, el paraguayo afirmaba sentirse contento en Alicante. Nelson Haedo Valdez marcó 8 goles en el Hércules, pero el equipo descendió a Segunda, motivo por el cual decidió marcharse al Rubin Kazán. No obstante, la experiencia rusa no fue muy satisfactoria para el punta paraguayo.

### Valencia CF
El 14 de agosto de 2012, el Valencia C. F. y el Rubin Kazán acuerdan la cesión durante un año con opción a compra de 3 millones de euros del jugador al equipo español para la Liga 2012/13.
Haedo dijo que la llegada al Valencia CF fue por decisión familiar. El jugador quería una escuela en España para que estudie su hija. “Hasta ahora mi hija no tenía que ir a la escuela y mi familia podía vivir conmigo en Kazán. Pero ahora ocurre que tendría que quedarme solo. Créanme, es muy duro tanto para mí como para ellos”.

A su llegada a Mestalla ha logrado conectar con la grada valencianista por su sacrificio dentro del terreno de juego, principal característica del delantero paraguayo, y marcar goles decisivos en los últimos minutos como el de la remontada ante el Athletic Club (partido que el Valencia C. F. acabaría ganando 3-2) y el definitivo 2-0 ante el Atlético de Madrid, por lo que se ha ganado el mote de Nelson "Huevos" Valdez. Volvió a convertir un tanto en un triunfo 4-2 frente al Getafe CF, especializándose así en goles en los últimos minutos. El paraguayo fue nuevamente decisivo al dar otro triunfo a su equipo con un gol en el tiempo añadido ante el Celta de Vigo (0-1).
En febrero de 2013, al superar los 20 partidos jugados (aunque casi todos saliendo desde el banquillo), Valdez pasa a pertenecer al Valencia.

### Al-Jazira y Olympiacos
El 19 de julio de 2013 se confirma su fichaje por el Al-Jazira a cambio de 3 millones de euros. El 31 de enero de 2014 es cedido al Olympiacos, y con este equipo se proclama campeón de la Super Liga de Grecia.

### Eintracht Frankfurt
El 29 de julio de 2014 fichó con el Eintracht Frankfurt de la 1. Bundesliga alemana. Sin embargo, apenas jugó con el conjunto alemán, ya que sufrió una grave lesión de rodilla al poco de iniciarse la temporada. Por ello, rescindió su contrato con el club un año después de su fichaje.

### Seattle Sounders FC
El 7 de agosto de 2015 se anunció que Valdez había fichado por el Seattle Sounders FC de la Major League Soccer como jugador designado.
En diciembre de 2016 se alzó con el título de campeón de la Copa MLS.

### Club Cerro Porteño
Los primeros días de enero de 2017 Nelson Haedo Valdez firma por el Club Cerro Porteño por 2 años, es su segundo club en Paraguay, ya que en sus inicios fue jugador del Deportivo Tembetary. Jugó la Copa Sudamericana 2017 donde fue eliminado en octavos de final por Atlético Junior. También jugó en la Copa Libertadores 2018 en donde fueron eliminados contra Palmeiras en octavos de final. Haedo Valdez terminó su vinculación con el club paraguayo a finales de 2020.

### Retiro
El 1 de julio de 2021, Nelson Haedo Valdez anunció su retiro del fútbol profesional a la edad de 37 años.

## Selección nacional
Ha sido internacional con la selección de fútbol de Paraguay. Es considerado un referente del fútbol paraguayo por medio de su selección, con la que llegó a comandar por varias fechas la clasificación para el Mundial Sudáfrica 2010 y posteriormente alcanzar los cuartos de final de dicho torneo.
Fue parte de la selección de fútbol de Paraguay que participó de la Copa América Centenario, realizada en Estados Unidos en junio de 2016.
El 15 de noviembre del año 2016, disputó su último encuentro con la selección nacional, en la derrota 1-0 vs Bolivia, en el Estadio Hernando Siles de La Paz por la fecha 12 de las Eliminatorias Sudamericanas.

### Participación en Copas del Mundo
| Mundial                        | Sede                   | Resultado        | Partidos | Goles |
| ------------------------------ | ---------------------- | ---------------- | -------- | ----- |
| Copa Mundial Sub-20 de 2003    | Emiratos Árabes Unidos | Octavos de final | 4        | 1     |
| Copa Mundial de Fútbol de 2006 | Alemania               | Primera fase     | 3        | 0     |
| Copa Mundial de Fútbol de 2010 | Sudáfrica              | Cuartos de final | 5        | 0     |

### Participaciones en Copa América
| Copa              | Sede           | Resultado        | Partidos | Goles |
| ----------------- | -------------- | ---------------- | -------- | ----- |
| Copa América 2004 | Perú           | Cuartos de final | 4        | 0     |
| Copa América 2011 | Argentina      | Subcampeón       | 4        | 1     |
| Copa América 2015 | Chile          | Cuarto lugar     | 5        | 1     |
| Copa América 2016 | Estados Unidos | Primera fase     | 1        | 0     |

### Goles en la selección
| Goles con la selección de Paraguay | Goles con la selección de Paraguay | Goles con la selección de Paraguay | Goles con la selección de Paraguay | Goles con la selección de Paraguay | Goles con la selección de Paraguay | Goles con la selección de Paraguay | Goles con la selección de Paraguay | Goles con la selección de Paraguay |
| Resultados                         | Resultados                         | Resultados                         | Resultados                         | Lugar                              | Estadio                            | Fecha                              | Tipo                               | Goles                              |
| ---------------------------------- | ---------------------------------- | ---------------------------------- | ---------------------------------- | ---------------------------------- | ---------------------------------- | ---------------------------------- | ---------------------------------- | ---------------------------------- |
| Paraguay                           | 3                                  | 0                                  | El Salvador                        | Ciudad del Este                    | Estadio Antonio Oddone Sarubbi     | 17 de agosto de 2005               | Amistoso                           | 1 gol                              |
| Paraguay                           | 1                                  | 0                                  | Venezuela                          | Maracaibo                          | Estadio José Encarnación Romero    | 8 de octubre de 2005               | Eliminatorias Sudamericanas 2006   | 1 gol                              |
| Paraguay                           | 2                                  | 2                                  | Noruega                            | Oslo                               | Ullevaal Stadion                   | 24 de mayo de 2006                 | Amistoso                           | 1 gol                              |
| Paraguay                           | 1                                  | 0                                  | Georgia                            | Dornbirn                           | Estadio FC Dornbirn                | 31 de mayo de 2006                 | Amistoso                           | 1 gol                              |
| Paraguay                           | 1                                  | 0                                  | Uruguay                            | Asunción                           | Estadio Defensores del Chaco       | 17 de octubre de 2007              | Eliminatorias Sudamericanas 2010   | 1 gol                              |
| Paraguay                           | 5                                  | 1                                  | Ecuador                            | Asunción                           | Estadio Defensores del Chaco       | 17 de noviembre de 2007            | Eliminatorias Sudamericanas 2010   | 1 gol                              |
| Paraguay                           | 2                                  | 4                                  | Bolivia                            | La Paz                             | Estadio Hernando Siles             | 18 de junio de 2008                | Eliminatorias Sudamericanas 2010   | 1 gol                              |
| Paraguay                           | 2                                  | 0                                  | Venezuela                          | Asunción                           | Estadio Defensores del Chaco       | 9 de septiembre de 2008            | Eliminatorias Sudamericanas 2010   | 1 gol                              |
| Paraguay                           | 1                                  | 0                                  | Argentina                          | Asunción                           | Estadio Defensores del Chaco       | 9 de septiembre de 2009            | Eliminatorias Sudamericanas 2010   | 1 gol                              |
| Paraguay                           | 2                                  | 0                                  | Nueva Zelanda                      | Wellington                         | Estadio Westpac                    | 12 de octubre de 2010              | Amistoso                           | 1 gol                              |
| Paraguay                           | 2                                  | 0                                  | Rumania                            | Asunción                           | Estadio Defensores del Chaco       | 11 de junio de 2011                | Amistoso                           | 1 gol                              |
| Paraguay                           | 2                                  | 2                                  | Brasil                             | Córdoba                            | Estadio Mario Alberto Kempes       | 9 de julio de 2011                 | Copa América 2011                  | 1 gol                              |
| Paraguay                           | 2                                  | 2                                  | Argentina                          | La Serena                          | Estadio La Portada                 | 13 de junio de 2015                | Copa América 2015                  | 1 gol                              |

Para un total de 13 goles.

## Estadísticas

### Clubes
- Actualizado en marzo de 2021.

| Club                   | Temporada     | Liga  | Liga  | Copas nacionales | Copas nacionales | Copas internacionales | Copas internacionales | Total | Total |
| Club                   | Temporada     | Part. | Goles | Part.            | Goles            | Part.                 | Goles                 | Part. | Goles |
| ---------------------- | ------------- | ----- | ----- | ---------------- | ---------------- | --------------------- | --------------------- | ----- | ----- |
| C. A. Tembetary        | 2000          | —     | —     | —                | —                | —                     | —                     | —     | —     |
| C. A. Tembetary        | 2001          | —     | —     | —                | —                | —                     | —                     | —     | —     |
| C. A. Tembetary        | Total club    | 22    | 12    | —                | —                | —                     | —                     | 22    | 12    |
| S. V. Werder Bremen    | 2002-03       | 2     | 0     | 1                | 0                | 0                     | 0                     | 3     | 0     |
| S. V. Werder Bremen    | 2003-04       | 21    | 5     | 5                | 2                | 0                     | 0                     | 26    | 12    |
| S. V. Werder Bremen    | 2004-05       | 27    | 8     | 4                | 2                | 7                     | 2                     | 40    | 33    |
| S. V. Werder Bremen    | 2005-06       | 30    | 8     | 3                | 0                | 9                     | 2                     | 42    | 20    |
| S. V. Werder Bremen    | Total club    | 80    | 21    | 13               | 4                | 16                    | 4                     | 112   | 65    |
| Borussia Dortmund      | 2006-07       | 29    | 1     | 2                | 1                | 0                     | 0                     | 31    | 2     |
| Borussia Dortmund      | 2007-08       | 27    | 2     | 3                | 0                | 0                     | 0                     | 30    | 2     |
| Borussia Dortmund      | 2008-09       | 30    | 7     | 3                | 1                | 2                     | 0                     | 35    | 8     |
| Borussia Dortmund      | 2009-10       | 28    | 5     | 3                | 0                | 0                     | 0                     | 31    | 5     |
| Borussia Dortmund      | Total club    | 114   | 15    | 11               | 2                | 2                     | 0                     | 127   | 17    |
| Hércules C. F.         | 2010-11       | 26    | 8     | 0                | 0                | 0                     | 0                     | 26    | 8     |
| Hércules C. F.         | Total club    | 26    | 8     | 0                | 0                | 0                     | 0                     | 26    | 8     |
| F. C. Rubin Kazán      | 2011-12       | 17    | 2     | 3                | 0                | 8                     | 3                     | 28    | 5     |
| F. C. Rubin Kazán      | 2012-13       | 3     | 0     | 0                | 0                | 0                     | 0                     | 3     | 0     |
| F. C. Rubin Kazán      | Total club    | 20    | 2     | 3                | 0                | 8                     | 3                     | 31    | 5     |
| Valencia C. F.         | 2012-13       | 28    | 7     | 5                | 2                | 7                     | 1                     | 40    | 10    |
| Valencia C. F.         | Total club    | 28    | 7     | 5                | 2                | 7                     | 1                     | 40    | 10    |
| Al-Jazira S. C.        | 2013-14       | 12    | 4     | 2                | 0                | 0                     | 0                     | 14    | 4     |
| Al-Jazira S. C.        | Total club    | 12    | 4     | 2                | 0                | 0                     | 0                     | 14    | 4     |
| Olympiacos F. C.       | 2013-14       | 10    | 5     | 2                | 0                | 2                     | 0                     | 14    | 5     |
| Olympiacos F. C.       | Total club    | 10    | 5     | 2                | 0                | 2                     | 0                     | 14    | 5     |
| Eintracht Fráncfort    | 2014-15       | 10    | 1     | 1                | 0                | —                     | —                     | 11    | 1     |
| Eintracht Fráncfort    | Total club    | 10    | 1     | 1                | 0                | —                     | —                     | 11    | 1     |
| Seattle Sounders F. C. | 2015          | 30    | 2     | 0                | 0                | 1                     | 0                     | 31    | 2     |
| Seattle Sounders F. C. | 2016          | 10    | 2     | 0                | 0                | 2                     | 0                     | 11    | 2     |
| Seattle Sounders F. C. | Total club    | 40    | 4     | 0                | 0                | 3                     | 0                     | 42    | 4     |
| Club Cerro Porteño     | 2017          | 23    | 1     | 0                | 0                | 4                     | 2                     | 27    | 3     |
| Club Cerro Porteño     | 2018          | 21    | 6     | 1                | 1                | 6                     | 2                     | 28    | 9     |
| Club Cerro Porteño     | 2019          | 27    | 10    | 0                | 0                | 10                    | 4                     | 37    | 14    |
| Club Cerro Porteño     | 2020          | 1     | 1     | 0                | 0                | 0                     | 0                     | 1     | 1     |
| Club Cerro Porteño     | Total club    | 69    | 19    | 1                | 1                | 20                    | 8                     | 90    | 28    |
| Total carrera          | Total carrera | 431   | 97    | 38               | 9                | 58                    | 16                    | 527   | 122   |

### Goles en la Liga de Campeones de la UEFA
| Resultados          | Resultados | Resultados | Resultados       | Lugar    | Estadio                 | Fecha                    | Temporada | Gol(es) |
| ------------------- | ---------- | ---------- | ---------------- | -------- | ----------------------- | ------------------------ | --------- | ------- |
| S. V. Werder Bremen | 2          | 0          | Valencia C. F.   | Valencia | Estadio de Mestalla     | 7 de diciembre de 2004   | 2004-2005 | 2 goles |
| S. V. Werder Bremen | 5          | 1          | Panathinaikos    | Bremen   | Weserstadion            | 7 de diciembre de 2005   | 2005-2006 | 2 goles |
| Valencia C. F.      | 1          | 2          | Bayern de Múnich | Múnich   | Fußball Arena de Múnich | 19 de septiembre de 2012 | 2012-2013 | 1 gol   |

Para un total de 5 goles.

### Goles en la Liga Europa de la UEFA
| Resultados        | Resultados | Resultados | Resultados             | Lugar    | Estadio            | Fecha                   | Temporada | Gol(es) |
| ----------------- | ---------- | ---------- | ---------------------- | -------- | ------------------ | ----------------------- | --------- | ------- |
| F. C. Rubin Kazán | 4          | 1          | Shamrock Rovers F. C.  | Kazán    | Centralniy Stadion | 30 de noviembre de 2011 | 2011-2012 | 2 goles |
| F. C. Rubin Kazán | 1          | 1          | PAOK de Salónica F. C. | Salónica | Stadio Toumba      | 15 de diciembre de 2011 | 2011-2012 | 1 gol   |

Para un total de 3 goles.

### Goles en la Copa Libertadores
| Resultados    | Resultados | Resultados | Resultados        | Lugar    | Estadio                     | Fecha                | Temporada | Gol(es) |
| ------------- | ---------- | ---------- | ----------------- | -------- | --------------------------- | -------------------- | --------- | ------- |
| Cerro Porteño | 3          | 2          | Monagas S. C.     | Asunción | Estadio General Pablo Rojas | 23 de mayo de 2018   | 2018      | 2 goles |
| Cerro Porteño | 2          | 1          | Zamora F. C.      | Asunción | Estadio General Pablo Rojas | 13 de marzo de 2019  | 2019      | 2 goles |
| Cerro Porteño | 1          | 2          | Zamora F. C.      | Barinas  | Estadio Agustín Tovar       | 25 de abril de 2019  | 2019      | 1 gol   |
| Cerro Porteño | 1          | 1          | C. A. River Plate | Asunción | Estadio General Pablo Rojas | 29 de agosto de 2019 | 2019      | 1 gol   |

Para un total de 6 goles.

### Goles en la Copa Sudamericana
| Resultados    | Resultados | Resultados | Resultados    | Lugar    | Estadio                       | Fecha              | Temporada | Gol(es) |
| ------------- | ---------- | ---------- | ------------- | -------- | ----------------------------- | ------------------ | --------- | ------- |
| Cerro Porteño | 1          | 1          | Caracas F. C. | Asunción | Estadio Defensores del Chaco  | 2 de marzo de 2017 | 2017      | 1 gol   |
| Cerro Porteño | 2          | 1          | Caracas F. C. | Caracas  | Estadio Olímpico de la U.C.V. | 11 de mayo de 2017 | 2017      | 1 gol   |

Para un total de 2 goles.

## Palmarés

### Títulos nacionales
| Título                  | Club                   | País           | Año  |
| ----------------------- | ---------------------- | -------------- | ---- |
| Bundesliga              | S. V. Werder Bremen    | Alemania       | 2004 |
| Supercopa de Alemania   | Borussia Dortmund      | Alemania       | 2008 |
| Copa de Rusia           | Rubin Kazan            | Rusia          | 2012 |
| Supercopa de Rusia      | Rubin Kazan            | Rusia          | 2012 |
| Superliga de Grecia     | Olympiacos F. C.       | Grecia         | 2014 |
| Conferencia Oeste (MLS) | Seattle Sounders F. C. | Estados Unidos | 2016 |
| Major League Soccer     | Seattle Sounders F. C. | Estados Unidos | 2016 |
| Primera División        | Cerro Porteño          | Paraguay       | 2017 |
| Primera División        | Cerro Porteño          | Paraguay       | 2020 |

### Distinciones individuales
| Distinción                                                                       | Año  |
| -------------------------------------------------------------------------------- | ---- |
| Condecoración Especial de la Presidencia de la República del Paraguay            | 2010 |
| Medalla Domingo Martínez de Irala de la Municipalidad de Asunción                | 2010 |
| Mejor jugador del partido contra la selección argentina en la Copa América 2015. | 2015 |
| Mejor jugador del partido contra la selección brasileña en la Copa América 2015. | 2015 |